# Gulbent trast
Gulbent trast (Turdus flavipes) är en fågel i familjen trastar inom ordningen tättingar. Den förekommer i skogar och trädgårdar i norra och östra Sydamerika, i syd till nordöstra Argentina. Beståndet anses vara livskraftigt. 

## Utseende
Gulbent trast är en prydligt tecknad mörk trast. Hanen är mestadels svart med kontrasterande skiffergrå buk och rygg (beståndet på Trinidad är dock helsvart). Näbb, ben och ögonring är alla gula. Honan är jämnbrun utan några tydliga kännetecken, men även den har gulaktigt på ben och ögonring. Buken är något ljusare och på strupen syns viss streckning.

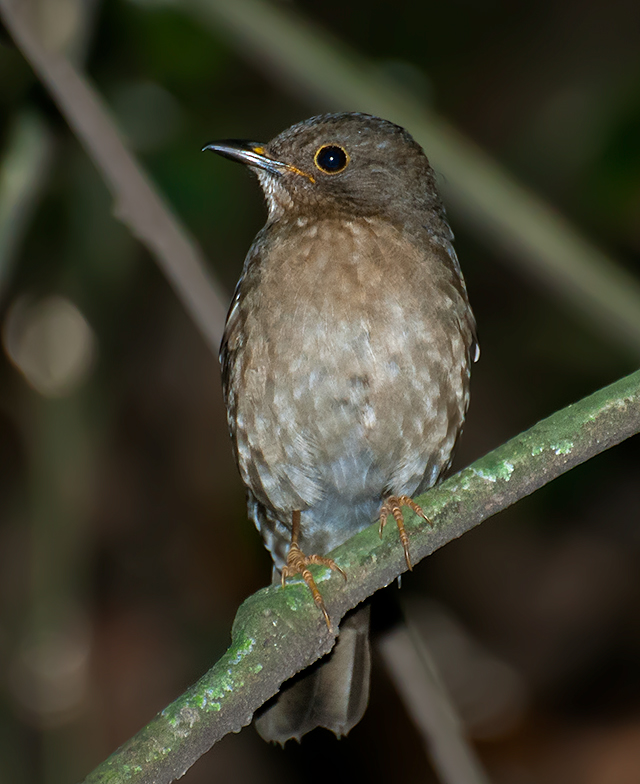
Hona.

## Utbredning och systematik
Gulbent trast förekommer i Sydamerika, i rätt skilda utbredningsområden i dels norr, dels i öster. Den delas upp i fem underarter med följande utbredning:
- Turdus flavipes venezuelensis – förekommer från norra Colombia till norra och västra Venezuela
- Turdus flavipes melanopleura – förekommer i nordöstra Venezuela, på Isla Margarita och på Trinidad
- Turdus flavipes xanthoscelus – förekommer på Tobago
- Turdus flavipes polionotus – förekommer i södra Venezuela (Bolivar) och Guyana
- Turdus flavipes flavipes – förekommer i sydöstra Brasilien (södra Bahia) till nordöstra Paraguay och nordöstra Argentina

Tidigare placerades den tillsammans med ljusögd trast (Turdus leucops) i släktet Platycichla, men genetiska studier visar att de båda är en del av Turdus.

## Levnadssätt
Gulbent trast hittas i skog, skogsbryn och trädgårdar, vanligen på 500 till 1500 meters höjd, lokalt dock högre eller lägre. 

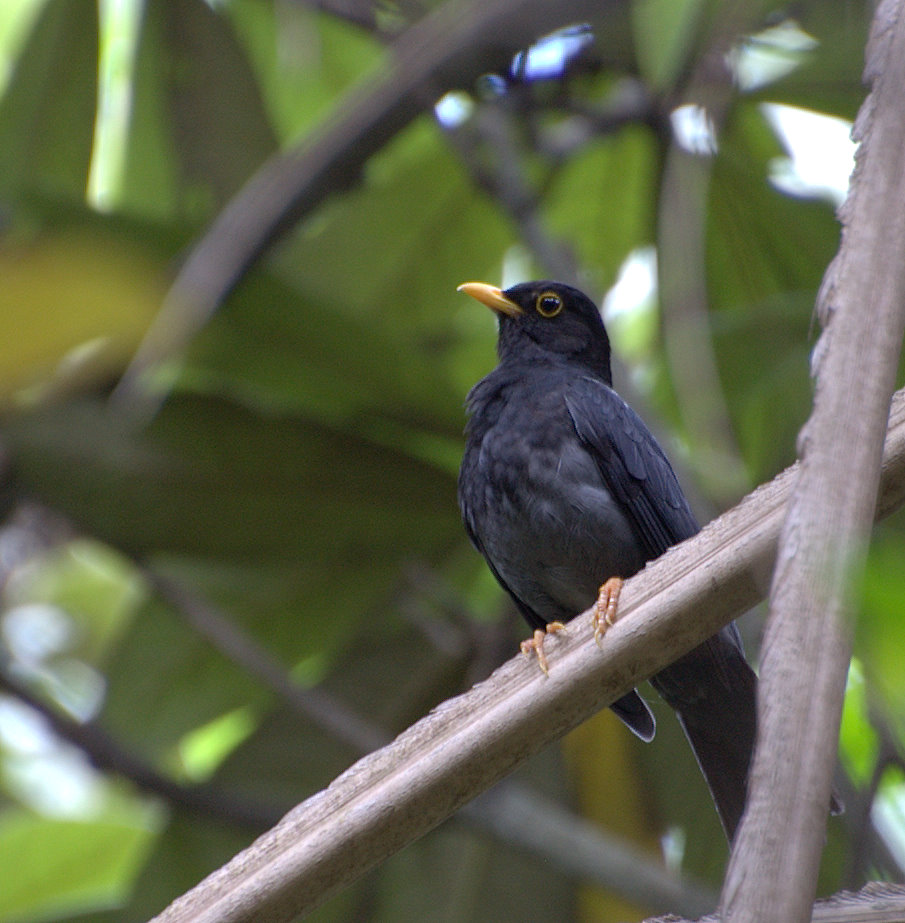

## Status
Arten har ett stort utbredningsområde och beståndet anses stabilt. Internationella naturvårdsunionen IUCN listar den därför som livskraftig (LC).